# Marian Łańko
Marian Józef Łańko (ur. 26 stycznia 1906 w Krakowie, zm. 19 kwietnia 1971 tamże) – polski piłkarz, trener.

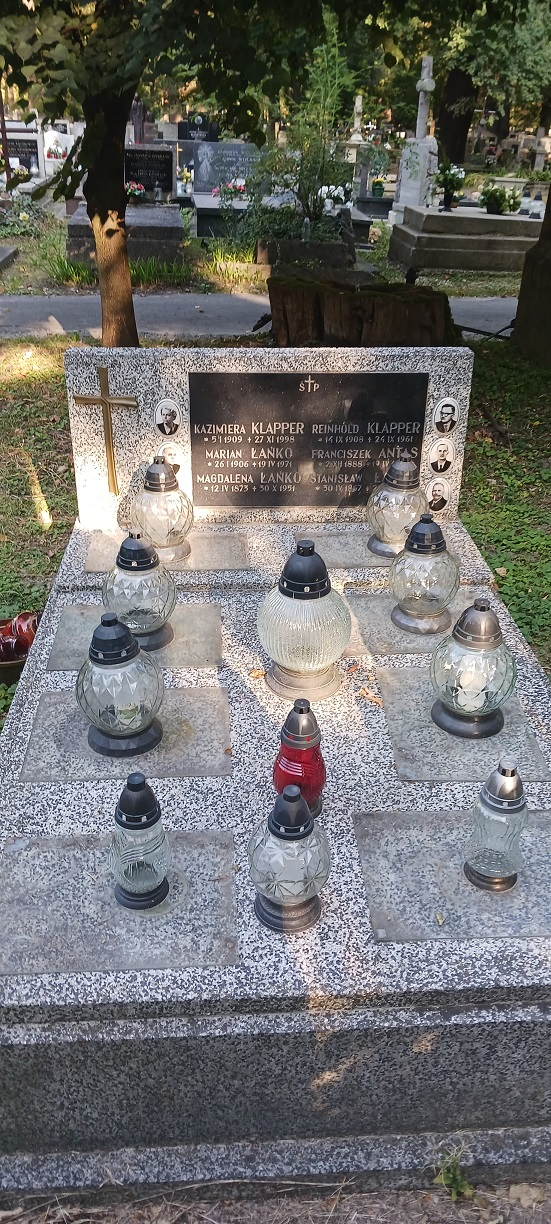
Grób piłkarza Mariana Łańki na Cmentarzu Rakowickim w Krakowie